# Amit Dutta
Amit Dutta (Hindi अमित दत्ता; * 5. September 1977 in Jammu, Indien) ist ein indischer Filmemacher und Schriftsteller.

## Leben und Werk
Dutta wurde 1977 in Jammu in Indien geboren. 
2004 schloss er sein Studium am Film and Television Institute of India in Pune ab. Dutta schuf seine ersten Kurzfilme ab 2000. Sein erster Langfilm war Ramkhind (2001), ein Dokumentarfilm über das gleichnamige indische Dorf, dessen Bewohner zum Zeitpunkt des Filmes eine noch sehr traditionelle Lebensweise besaßen. Sein erster Spielfilm, der aus drei Episoden bestehende Film Aadmi ki aurat aur anya kahaniya (englischer Titel The Man’s Woman and Other Stories) wurde 2009 bei den Filmfestspielen von Venedig in der Sektion Orizzonti (deutsch Horizonte, Sektion für experimentelle Filme) lobend erwähnt. In Folgejahr erschien sein Film Nainsukh, eine Filmbiografie über den gleichnamigen indischen Maler des 18. Jahrhunderts. 2010 wurde eine Retrospektive seiner Werke bei den Kurzfilmtagen in Oberhausen gezeigt. Auf Nainsukh folgte der einstündige Film Sonchidi und die insgesamt 24 Stunden lange, aus Interview-Mitschnitten bestehende Filmbiografie The Wondering Eye über den Kunsthistoriker Brijinder Nath Goswamy. Es folgten vier weitere Langfilme und diverse Kurzfilme.
Viele seiner Werke setzen sich mit indischer Kunst und Kultur bis zum 18. Jahrhundert auseinander, in der Regel in einem anspruchsvollen Stil, der nicht klassischen Formen der Filmnarration entspricht.

## Filmografie
- 2000: They Remained in the Shadows (Kurzfilm)
- 2001: Ramkhind
- 2002: Keshkambli (Kurzfilm)
- 2004: Kshya, Tra, Ghya (Kurzfilm)
- 2004: Chakravak (Kurzfilm)
- 2004: Masaan (Kurzfilm)
- 2005: Ka (Kurzfilm)
- 2005: Mapa (Kurzfilm)
- 2007: To Be Continued (Kurzfilm)
- 2007: Foundation Day (Kurzfilm)
- 2008: Janghar Film Ek (Kurzfilm)
- 2009: Aadmi ki aurat aur anya kahaniya
- 2010: Nainsukh
- 2011: Sonchidi
- 2011: The Wondering Eye
- 2012: The Museum of Imagination (Kurzfilm)
- 2013: Saatvin Sair
- 2013: Gita Govinda (Kurzfilm)
- 2013: Venice 70 – Future Reloaded: Amit Dutta (Kurzfilm)
- 2013: Field Trip (Kurzfilm)
- 2015: Chitrashala (Kurzfilm)
- 2015: Lal Bhi Udhaas Ho Sakta Hai
- 2015: Purna/Apurna
- 2015: Oviga (Kurzfilm)
- 2016: Scenes from a Sketchbook (Kurzfilm)
- 2016: Blue Elephant (Kurzfilm)
- 2017: Agyat Shilpi
- 2017: Two Expeditions (Kurzfilm)
- 2017: An Invitation (Kurzfilm)
- 2017: A Visit (Kurzfilm)
- 2017: Ishu’s Balloon and a Painting That Comes to Life (Kurzfilm)
- 2017: The Lesson (Kurzfilm)
- 2017: Ten Questions (Kurzfilm)
- 2019: Ka (Kurzfilm)
- 2019: Drawn from Dreams (Kurzfilm)
- 2019: The Day a Tree Fell (Kurzfilm)
- 2020: Tape 39 (Kurzfilm)
- 2020: Wittgenstein Plays Chess with Marcel Duchamp, Or How Not to Do Philosophy (Kurzfilm)
- 2020: The Game of Shifting Mirrors (Kurzfilm)
- 2022: Mother, Who Will Weave Now? (Kurzfilm)
- 2023: Blueprint of a Pleasure Machine (Kurzfilm)
- 2023: Touch Air (Kurzfilm)